# Josh Mulligan
Josh Mulligan (* 12. November 2002 in Dundee) ist ein schottischer Fußballspieler, der bei Hibernian Edinburgh in der Scottish Premiership unter Vertrag steht.

## Karriere

### Verein
Josh Mulligan spielte bereits im Kindesalter für den FC Dundee in seiner Geburtsstadt. Nachdem er in sämtlichen Jugendmannschaften des Vereins gespielt hatte, erhielt er an seinem 16. Geburtstag im November 2018 seinen ersten Vertrag als Profi. Mulligan gab sein Debüt in der ersten Mannschaft von Dundee am letzten Spieltag der Saison 2018/19 gegen den FC St. Mirren. Nachdem Mulligan in der folgenden Saison dreimal im Juli 2019 im schottischen Ligapokal zum Einsatz gekommen war, wurde er im Januar 2020 an den schottischen Viertligisten Cove Rangers verliehen. Mulligan absolvierte für den Verein aus Cove Bay in der Rückrunde der Saison 2019/20 acht Ligaspiele, bevor diese aufgrund der COVID-19-Pandemie vorzeitig abgebrochen wurde. Die Rangers wurden später zum Meister und Aufsteiger in die dritte Liga erklärt. Im Oktober 2020 unterzeichnete Mulligan eine Vertragsverlängerung in Dundee und wechselte im Anschluss auf Leihbasis zum schottischen Drittligisten FC Peterhead. Mulligan erlitt bei seinem Debüt gegen Dundee United im Ligapokal eine Knöchelverletzung und musste sich einer Operation unterziehen, woraufhin er ohne weiteren Einsatz blieb. Im Juni 2021 würde Mulligan erneut für eine Saison nach Peterhead ausgeliehen. Nach einer erfolgreichen ersten Saisonhälfte in der Mulligan drei Tore in 19 Partien erzielen konnte, wurde er im Januar 2022 von Dundee vorzeitig von der Leihe zurückgerufen. Im selben Monat gab er sein Ligadebüt für Dundee in der Scottish Premiership gegen den FC Livingston. Zwei Wochen später stand er erstmals in der Startelf in der Partie gegen Heart of Midlothian. Mulligan erzielte im Februar 2022 sein erstes Tor für Dundee gegen seinen ehemaligen Verein Peterhead im Achtelfinale schottischen Pokals. Am 10. Mai 2022, dem vorletzten Spieltag der Saison 2021/22 gelang ihm sein erstes Tor gegen Hibernian Edinburgh. Am letzten Spieltag erzielte Mulligan ein weiteres Tor gegen Livingston. Mit Dundee stieg er als Tabellenletzter in die zweitklassige Championship ab. In der folgenden Zweitligasaison absolvierte er 31 Ligaspiele und traf zweimal. Im Saisonverlauf wurde Mulligan jeweils einmal mit der Gelb-Roten Karte und Roten Karte des Platzes verwiesen. Mit Dundee gewann er am Ende der Saison den Meistertitel und konnte den direkten Wiederaufstieg erreichen. Am 3. Juni 2023 gab Dundee bekannt, dass Mulligan einen neuen Zweijahresvertrag unterzeichnet habe, der ihn bis zum Sommer 2025 im Club behält. Im Oktober wurde bekannt gegeben, dass Mulligan wegen eines Leistenbruchs operiert werden musste, was ihn mehrere Wochen lang aussetzen würde. Nach seiner Rückkehr ins Mannschaftstraining Ende Dezember 2023, erlitt er einen Muskelfaserriss. Trotz seiner verletzungspausen kam Mulligan in der Erstligasaison 2023/24 auf 18 Spiele und ein Tor.
Mulligan unterzeichnete im Juni 2025 einen Vierjahresvertrag bei Hibernian Edinburgh.

### Nationalmannschaft
Josh Mulligan debütierte am 22. September 2019 in der schottischen U18-Nationalmannschaft gegen Angola in Istanbul. Mulligan wurde im Mai 2022 erstmals in den schottischen U21-Kader berufen. Sein Debüt gab er als Einwechselspieler bei einem torlosen Unentschieden gegen Belgien in der Qualifikation zur U21-Europameisterschaft 2023. Fünf Tage später bestritt er in Dänemark sein erstes Spiel in der Startelf und spielte zugleich über die gesamten 90 Minuten bei einem 1:1-Unentschieden. Im September 2022 erzielte Mulligan sein erstes Tor bei einem 3:1-Auswärtssieg gegen Nordirland.